# Пашково (Ярославская область)
Пашково  — деревня Охотинского сельского поселения Мышкинского района Ярославской области.

## География
Деревня стоит на федеральной автомобильной трассе Р104 в северной и ближней к Рыбинску части Мышкинского района. Она стоит на правом берегу Волги (Рыбинское водохранилище) в окружении сосновых лесов и является одним из лучших мест загородного отдыха жителей Рыбинска. Северный край деревни ограничен небольшим правым притоком Волги, за которым практически вплотную начинается село Еремейцево. На юг от деревни на расстоянии около 1 км стоит деревня Рыпы.

## История
Деревня Пашкова указана на плане Генерального межевания Рыбинского уезда 1792 года.

## Население
На 1 января 2007 года в деревне числилось 9 постоянных жителей . Почтовое отделение, находящееся в селе Охотино, обслуживает в деревне Пашково 16 домов.